# Freddie Lewis
Frederick L. Lewis (ur. 1 lipca 1943 w Huntington) – amerykański koszykarz, występujący na pozycji obrońcy, trzykrotny mistrz ligi ABA, MVP All-Star Game oraz finałów ABA. Uczestnik spotkań gwiazd ABA, zaliczony do składu najlepszych zawodników w historii ligi ABA.

## Osiągnięcia

### ABA
- 3-krotny mistrz ABA (1970, 1972-73)
- Finalista ABA (1969)
- MVP:
  - finałów ABA (1972)
  - meczu gwiazd ABA (1975)
- 4-krotny uczestnik ABA All-Star Game (1968, 1970, 1972, 1975)[1][3]
- Lider wszech czasów klubu Indiana Pacers podczas jego pobytu w lidze ABA pod względem rozegranych spotkań (672), trafionych rzutów wolnych (2999) oraz asyst (2711)[1]
- Zaliczony do składu najlepszych zawodników w historii ligi ABA (ABA's All-Time Team - 1997)